# Askia Mohammed I

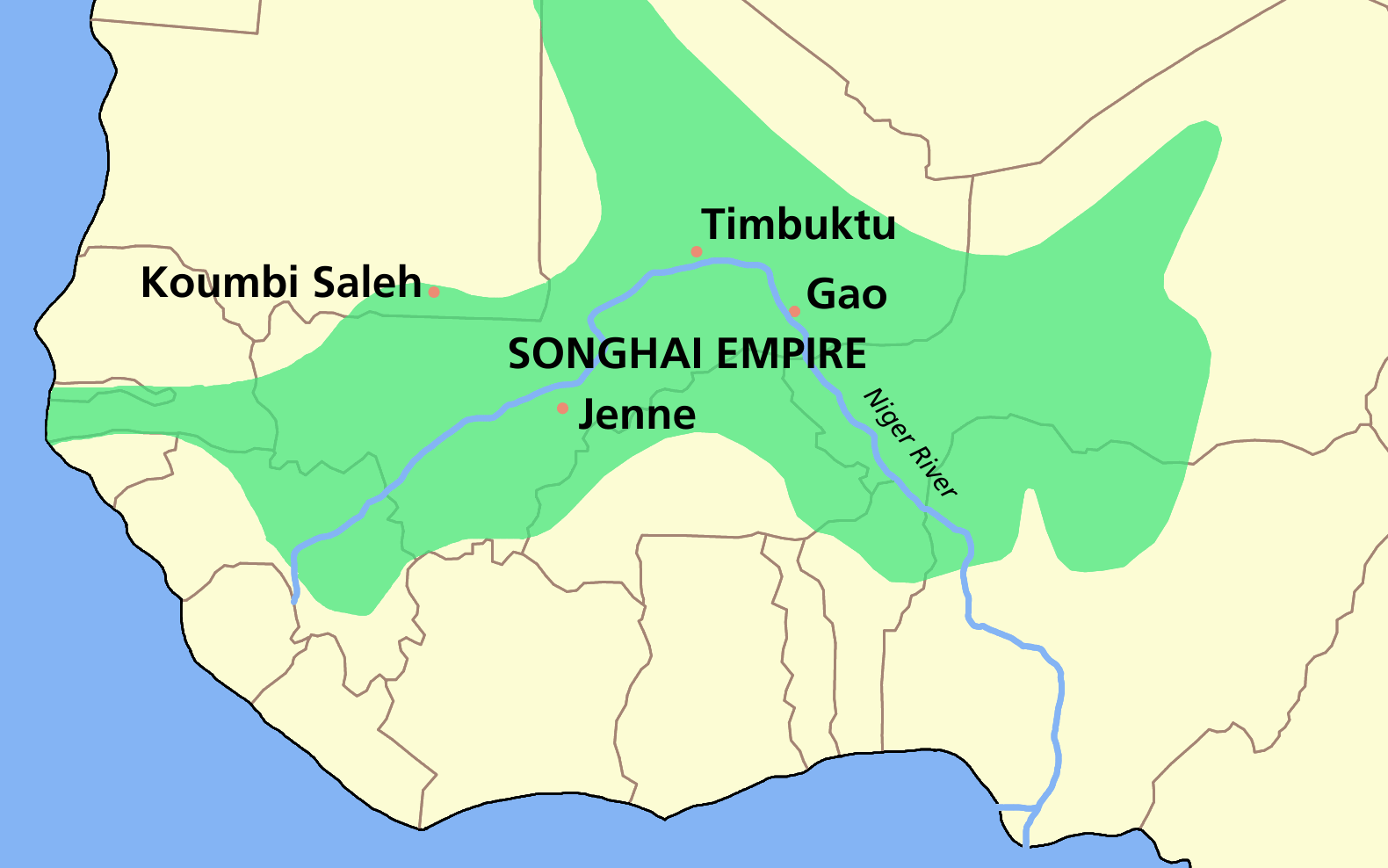
Omvang van het Songhai-rijk,
circa 1500.

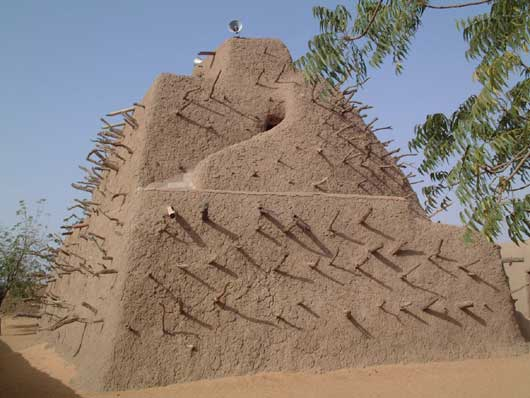
Tombe van Askia

Askia de Grote (ca. 1443 - 1538, ook Muhammad Toure, Askia (as-kie-a)) was een keizer van het Songhairijk in de late 15de eeuw, de opvolger van Sunni Ali Ber.
Askia Mohammed versterkte zijn land en maakte het tot het grootste land in de geschiedenis van West-Afrika. Op zijn hoogtepunt onder Mohammed omvatte het Songhairijk de Hausastaten tot in Kano (in het huidige Nigeria) en veel meer van het territorium dat toebehoorde aan het Malirijk in het westen. Zijn beleid leidde tot een snelle expansie in handel met Europa en Azië, de creatie van vele scholen, en maakte van de islam een belangrijk deel van het rijk.
Dankzij zijn inspanningen kende Mali een culturele heropleving zoals het het nog nooit had beleefd. Het hele land bloeide als een centrum van geleerdheid en handel.